# Anna Harina
Anna Harina –en ucraniano, Анна Гаріна– es una deportista ucraniana que compitió en esgrima, especialista en la modalidad de espada.
Ganó una medalla de bronce en el Campeonato Mundial de Esgrima de 1998 y dos medallas en el Campeonato Europeo de Esgrima, plata en 1998 y bronce en 2001.

## Palmarés internacional
| Campeonato Mundial | Campeonato Mundial        | Campeonato Mundial | Campeonato Mundial |
| Año                | Lugar                     | Medalla            | Prueba             |
| ------------------ | ------------------------- | ------------------ | ------------------ |
| 1998               | La Chaux-de-Fonds (Suiza) | Medalla de bronce  | Espada por equipos |
| Campeonato Europeo |                           |                    |                    |
| Año                | Lugar                     | Medalla            | Prueba             |
| 1998               | Coblenza (Bulgaria)       | Medalla de plata   | Espada por equipos |
| 2001               | Coblenza (Alemania)       | Medalla de bronce  | Espada por equipos |